# Cros-de-Ronesque
Cros-de-Ronesque è un comune francese di 132 abitanti situato nel dipartimento del Cantal nella regione dell'Alvernia-Rodano-Alpi.

## Società

### Evoluzione demografica
Abitanti censiti